# Hesperotettix
Hesperotettix is een geslacht van rechtvleugeligen uit de familie veldsprinkhanen (Acrididae). De wetenschappelijke naam van dit geslacht is voor het eerst geldig gepubliceerd in 1876 door Scudder.

## Soorten
Het geslacht Hesperotettix omvat de volgende soorten:
- Hesperotettix coloradensis Bruner, 1904
- Hesperotettix curtipennis Scudder, 1897
- Hesperotettix floridensis Morse, 1901
- Hesperotettix gemmicula Hebard, 1918
- Hesperotettix nevadensis Morse, 1903
- Hesperotettix osceola Hebard, 1918
- Hesperotettix pacificus Scudder, 1897
- Hesperotettix speciosus Scudder, 1872
- Hesperotettix viridis Thomas, 1872